# 太田大三
太田 大三（おおた だいぞう、1925年6月30日 - 2001年12月17日）は日本の政治家。盛岡市長（4期）。

## 来歴
岩手県盛岡市出身。1948年京都大学農学部卒。同年盛岡市役所に入り、経済課に配属され、産業部農林課長代理、農林課長、庶務部職員課長、財政部財政課長、産業、財政の各部長や市助役を歴任する。1979年、盛岡市長選挙に立候補して初当選した。市長は1995年まで4期務めた。市長在職中は全国市長会理事、副会長、相談役を歴任、東北市長会副会長、岩手県市長会会長も務めた。
市長在職中の主な出来事として東北自動車道盛岡IC開通（1979年）、東北新幹線盛岡開業（1982年）、盛岡市動物公園開園（1989年）、都南村との合併（1992年）が挙げられる。
1996年、盛岡市市勢振興功労者。同年、勲三等瑞宝章受章。
2001年12月17日、肝臓がんのため、76歳で死去。